# Lijst van gemeenten in het departement Corrèze

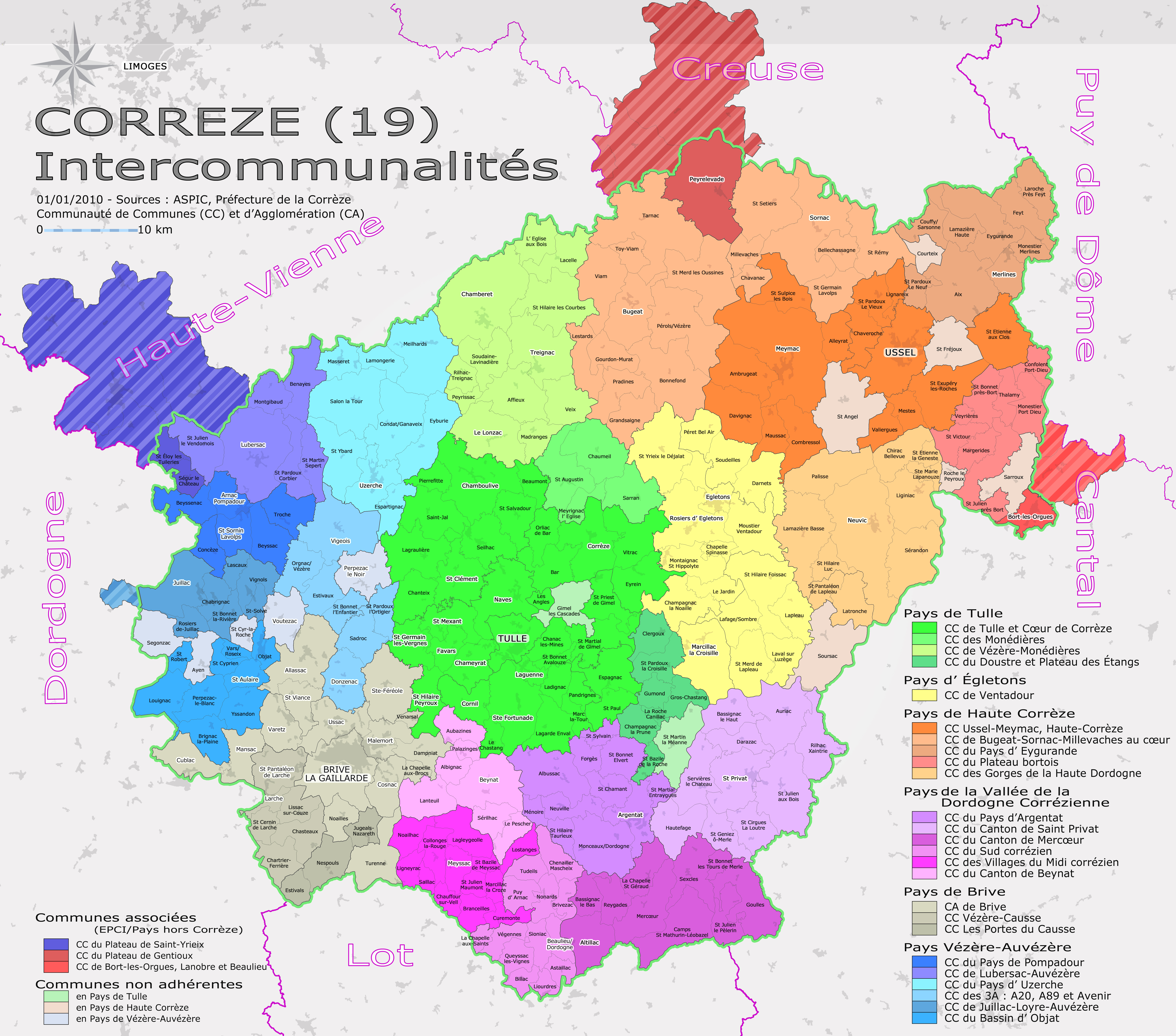
Gemeenten in Corrèze

Hieronder volgt een lijst van de 286 gemeenten (communes) in het Franse departement Corrèze (departement 19).

## A
Affieux
- Aix
- Albignac
- Albussac
- Allassac
- Alleyrat
- Altillac
- Ambrugeat
- Les Angles-sur-Corrèze
- Argentat
- Arnac-Pompadour
- Astaillac
- Aubazine
- Auriac
- Ayen

## B
Bar
- Bassignac-le-Bas
- Bassignac-le-Haut
- Beaulieu-sur-Dordogne
- Beaumont
- Bellechassagne
- Benayes
- Beynat
- Beyssac
- Beyssenac
- Bilhac
- Bonnefond
- Bort-les-Orgues
- Branceilles
- Brignac-la-Plaine
- Brive-la-Gaillarde
- Brivezac
- Bugeat

## C
Camps-Saint-Mathurin-Léobazel
- Chabrignac
- Chamberet
- Chamboulive
- Chameyrat
- Champagnac-la-Noaille
- Champagnac-la-Prune
- Chanac-les-Mines
- Chanteix
- La Chapelle-aux-Brocs
- La Chapelle-aux-Saints
- La Chapelle-Saint-Géraud
- Chapelle-Spinasse
- Chartrier-Ferrière
- Le Chastang
- Chasteaux
- Chauffour-sur-Vell
- Chaumeil
- Chavanac
- Chaveroche
- Chenailler-Mascheix
- Chirac-Bellevue
- Clergoux
- Collonges-la-Rouge
- Combressol
- Concèze
- Condat-sur-Ganaveix
- Cornil
- Corrèze
- Cosnac
- Couffy-sur-Sarsonne
- Courteix
- Cublac
- Curemonte

## D
Dampniat
- Darazac
- Darnets
- Davignac
- Donzenac

## E
Égletons
- L'Église-aux-Bois
- Espagnac
- Espartignac
- Estivals
- Estivaux
- Eyburie
- Eygurande
- Eyrein

## F
Favars
- Feyt
- Forgès

## G
Gimel-les-Cascades
- Goulles
- Gourdon-Murat
- Grandsaigne
- Gros-Chastang
- Gumond

## H
Hautefage

## J
Le Jardin
- Jugeals-Nazareth
- Juillac

## L
Lacelle
- Ladignac-sur-Rondelles
- Lafage-sur-Sombre
- Lagarde-Enval
- Lagleygeolle
- Lagraulière
- Laguenne
- Lamazière-Basse
- Lamazière-Haute
- Lamongerie
- Lanteuil
- Lapleau
- Larche
- Laroche-près-Feyt
- Lascaux
- Latronche
- Laval-sur-Luzège
- Lestards
- Liginiac
- Lignareix
- Ligneyrac
- Liourdres
- Lissac-sur-Couze
- Le Lonzac
- Lostanges
- Louignac
- Lubersac

## M
Madranges
- Malemort-sur-Corrèze
- Mansac
- Marcillac-la-Croisille
- Marcillac-la-Croze
- Marc-la-Tour
- Margerides
- Masseret
- Maussac
- Meilhards
- Ménoire
- Mercœur
- Merlines
- Mestes
- Meymac
- Meyrignac-l'Église
- Meyssac
- Millevaches
- Monceaux-sur-Dordogne
- Monestier-Merlines
- Monestier-Port-Dieu
- Montaignac-Saint-Hippolyte
- Montgibaud
- Moustier-Ventadour

## N
Naves
- Nespouls
- Neuvic
- Neuville
- Noaillac
- Noailles
- Nonards

## O
Objat
- Orgnac-sur-Vézère
- Orliac-de-Bar

## P
Palazinges
- Palisse
- Pandrignes
- Péret-Bel-Air
- Pérols-sur-Vézère
- Perpezac-le-Blanc
- Perpezac-le-Noir
- Le Pescher
- Peyrelevade
- Peyrissac
- Pierrefitte
- Confolent-Port-Dieu
- Pradines
- Puy-d'Arnac

## Q
Queyssac-les-Vignes

## R
Reygade
- Rilhac-Treignac
- Rilhac-Xaintrie
- La Roche-Canillac
- Roche-le-Peyroux
- Rosiers-d'Égletons
- Rosiers-de-Juillac

## S
Sadroc
- Saillac
- Saint-Angel
- Saint-Augustin
- Saint-Aulaire
- Saint-Bazile-de-la-Roche
- Saint-Bazile-de-Meyssac
- Saint-Bonnet-Avalouze
- Saint-Bonnet-Elvert
- Saint-Bonnet-la-Rivière
- Saint-Bonnet-l'Enfantier
- Saint-Bonnet-les-Tours-de-Merle
- Saint-Bonnet-près-Bort
- Saint-Cernin-de-Larche
- Saint-Chamant
- Saint-Cirgues-la-Loutre
- Saint-Clément
- Saint-Cyprien
- Saint-Cyr-la-Roche
- Saint-Éloy-les-Tuileries
- Saint-Étienne-aux-Clos
- Saint-Étienne-la-Geneste
- Saint-Exupéry-les-Roches
- Sainte-Féréole
- Sainte-Fortunade
- Saint-Fréjoux
- Saint-Geniez-ô-Merle
- Saint-Germain-Lavolps
- Saint-Germain-les-Vergnes
- Saint-Hilaire-Foissac
- Saint-Hilaire-les-Courbes
- Saint-Hilaire-Luc
- Saint-Hilaire-Peyroux
- Saint-Hilaire-Taurieux
- Saint-Jal
- Saint-Julien-aux-Bois
- Saint-Julien-le-Pèlerin
- Saint-Julien-le-Vendômois
- Saint-Julien-Maumont
- Saint-Julien-près-Bort
- Sainte-Marie-Lapanouze
- Saint-Martial-de-Gimel
- Saint-Martial-Entraygues
- Saint-Martin-la-Méanne
- Saint-Martin-Sepert
- Saint-Merd-de-Lapleau
- Saint-Merd-les-Oussines
- Saint-Mexant
- Saint-Pantaléon-de-Lapleau
- Saint-Pantaléon-de-Larche
- Saint-Pardoux-Corbier
- Saint-Pardoux-la-Croisille
- Saint-Pardoux-le-Neuf
- Saint-Pardoux-le-Vieux
- Saint-Pardoux-l'Ortigier
- Saint-Paul
- Saint-Priest-de-Gimel
- Saint-Privat
- Saint-Rémy
- Saint-Robert
- Saint-Salvadour
- Saint-Setiers
- Saint-Solve
- Saint-Sornin-Lavolps
- Saint-Sulpice-les-Bois
- Saint-Sylvain
- Saint-Viance
- Saint-Victour
- Saint-Ybard
- Saint-Yrieix-le-Déjalat
- Salon-la-Tour
- Sarran
- Sarroux
- Segonzac
- Ségur-le-Château
- Seilhac
- Sérandon
- Sérilhac
- Servières-le-Château
- Sexcles
- Sioniac
- Sornac
- Soudaine-Lavinadière
- Soudeilles
- Soursac

## T
Tarnac
- Thalamy
- Toy-Viam
- Treignac
- Troche
- Tudeils
- Tulle
- Turenne

## U
Ussac
- Ussel
- Uzerche

## V
Valiergues
- Varetz
- Vars-sur-Roseix
- Végennes
- Veix
- Venarsal
- Veyrières
- Viam
- Vigeois
- Vignols
- Vitrac-sur-Montane
- Voutezac

## Y
Yssandon